# Ettore Frangipane
Ettore Frangipane (Bolzano, 24 dicembre 1934) è un giornalista, disegnatore e scrittore italiano.
Laureato in giurisprudenza, ha lavorato alla RAI quarant'anni come giornalista radiotelecronista, da ultimo con la qualifica di inviato speciale per lo sport, è stato commentatore in 11 Olimpiadi e in un centinaio di campionati mondiali in varie specialità. Per la radio ha commentato soprattutto lo sci alpino e l'atletica leggera, in tv è stata la voce negli anni ottanta di numerose specialità tra cui il campionato italiano di hockey su ghiaccio e il pattinaggio artistico. Nel 1983 ha vinto il secondo premio al Festival dell'umorismo sportivo di Ancona.
È anche vignettista, conosciuto come Frangi. Sue vignette sono apparse tra l'altro su Travaso, Bertoldo, Epoca, Playboy, Grazia, Domenica Quiz, Alto Adige, L'Adige, Il Mattino, il Corriere dell'Alto Adige. Ha illustrato alcuni libri. Ha pubblicato diversi libri, soprattutto di sport, raccolte di vignette e cronache altoatesine scritte sia in italiano sia in tedesco tra cui la serie composta da quattordici libri Bolzano scomparsa dove ha raccolto estratti delle cronache cittadine tra il 1850 e 1950.

## Opere (parziale)
- (DE)  2007 - Heiteres in Südtirol und Umgebung, con Franz Sinn (Athesia Spectrum)
- 2007 - Una mela al giorno... Aforismi e vignette, con Giorgio Dobrilla (Reverdito Editore)
- (DE, IT)  2008 - Zweihundert Jahre Bozner Waltherplatz in Bildern - 200 anni piazza Walther a Bolzano in immagini: 1808-2008 con Gotthard Andergassen (Raetia)
- 2009-23 - Bolzano scomparsa. La città e i dintorni nelle vecchie cronache, 14 voll. (Praxis 3, Curcu & Genovese Ass.)
- 2010 - Bombe su Bolzano 1940-1945 (Athesia)
- 2012 - A come alpini (Curcu & Genovese Ass.)
- 2013 - Requiem a Bolzano (Curcu & Genovese Ass.)
- 2013 - Fame a Bolzano 1914-1919 (Athesia)
- 2021 - Processi a Bolzano (Reverdito)
- 2023 - Il Burraco incrociato (999 edizioni)
- 2024 - Il Figlio di Hüttler  (Gander Books)
- 2024 - Diario di Natale (senza il Bambinello)  (Gander Books)